# Церква Святого Архистратига Михаїла (Росохач)
Церква Святого Архистратига Михаїла — дерев'яна церква у с. Росохач Стрийського району Львівської області. Належить до бойківського класичного типу дерев'яних церков. Має статус пам'ятки архітектури місцевого значення, охоронний № 797-М.

## Історія
Вперше церква в селі Росохач згадується у документах 1561 року. У 1787 або 1790 роках в селі збудували церкву, яка була попередницею сучасної, ймовірно, на місці старішої, про що свідчить мапа 1780-х років. На тому ж місці у 1882 році майстер Лука Снігур із села Погар спорудив сучасну церкву Святого Михаїла. Дослідники, зокрема, П. Юрченко, С. Гординський, В. Січинський, вважають Михайлівську церкву в Росохачі найкращим взірцем творчості майстра і навіть найвищим досягненням бойківського дерев'яного будівництва. За даними шематизмів освячена церква була лише в 1883 році.
За радянських часів церкву у 1960 році закрили. Через падіння верхів над навою та вівтарем її навіть хотіли розібрати, проте селяни відстояли церкву та відбудували верхи, хоча і з меншою кількістю заломів. У 1989 році у церкві відновилися богослужіння.
За незалежної України церкву кілька разів ремонтували та перебудовували, що значно спотворило її первісний вигляд.

## Опис
Церква дерев'яна тризрубна, триверха, орієнтована по вісі схід—захід із відхиленням у 9°. Всі три зруби у плані квадратні, нава має розмір 8,0×8,0 м, бабинець — 6,2×6,2 м, вівтарна частина — 6,85×6,96 м. Бабинець має емпору, оточену відкритою галереєю. Оточує церкву широке опасання, що спирається на профільовані стовпчики, поставлені на зрубну стіну на підвалинах, як це робиться в бойківських хатах.
Особливістю церкви є розвинуті багатозаломні верхи: середній, над навою має один чотирибічний і чотири восьмибічні заломи, бічні — один чотирибічний і три восьмибічні. Первісно вони мали більше заломів: центральний верх — сім, бічні — шість, це було викликано тим, що село Росохач розташоване в місцях з великою кількістю опадів (річна кількість — до 1000 м) та значним сніжним покровом, а в таких умовах із багатозаломних верхів швидше сходить сніг. Масивність верхів урівноважується маківками на видовжених шийках, через що силует церкви видовжений вгору. Всередині верхи перекриті балками-сволоками на чотирьох рівнях, які не перехрещуються в центрі, як зазвичай, а встановлені на невеликій відстані від стін, паралельно до них, і перехрещуються на кінцях.
Стіни були первісно оббиті ґонтами, вже за незалежної України їх обшили вагонкою, у 2011 році перекрили дахи металізованою бляхою.
На північний захід від церкви розташована дерев'яна, триярусна, квадратна у плані дзвіниця.